# Ctenochares fulvidus
Ctenochares fulvidus är en stekelart som först beskrevs av Tosquinet 1896.  Ctenochares fulvidus ingår i släktet Ctenochares och familjen brokparasitsteklar. Inga underarter finns listade i Catalogue of Life.